# Flughafen Cibao

i7
i11
i13
Der Flughafen Cibao (spanisch Aeropuerto Internacional del Cibao, IATA-Code: STI, ICAO-Code: MDST) ist der drittgrößte von mittlerweile sechs internationalen Flughäfen in der Dominikanischen Republik. Dieser liegt in Uveral, nahe Santiago und Licey. Flugzeuge bis zur Größe von Boeing 747 und Boeing 777 können in Cibao starten und landen.
Der Flughafen Cibao ist ein Hub der Caribair und Pan Am World Airways Dominicana.

## Geschichte
Der Flughafen wurde am 18. März 2002 eröffnet.
Am 7. Februar 2008 stürzte eine Britten-Norman BN-2A der Caribair auf dem Weg von Santiago nach La Romana ab.

## Verkehrszahlen
| Jahr | Fluggastaufkommen | Luftfracht (Tonnen) | Flugbewegungen |
| ---- | ----------------- | ------------------- | -------------- |
| 2017 | 1.384.235         | 4.553               | 10.320         |
| 2016 | 1.386.248         | 12.240              | 10.909         |
| 2015 | 1.318.629         | 13.303              | 11.254         |
| 2014 | 1.222.875         | 13.526              | 11.753         |
| 2013 | 1.078.139         | 10.957              | 9.984          |
| 2012 | 1.082.847         | 11.445              | 9.807          |
| 2011 | 926.687           | 12.606              | 8.963          |
| 2010 | 899.596           | 11.466              | 6.355          |
| 2009 | 838.180           | 8.823               | 7.520          |
| 2008 | 810.465           | 9.933               | 7.551          |
| 2007 | 955.783           | 12.787              | 8.350          |
| 2006 | 976.503           | 16.194              | 8.690          |
| 2005 | 923.978           | 13.826              | 9.197          |

### Verkehrsreichste Strecken
| Rang | Stadt                                   | Passagiere | Fluggesellschaften |
| ---- | --------------------------------------- | ---------- | ------------------ |
| 01   | New York–JFK, Vereinigte Staaten        | 861.808    | Delta, JetBlue     |
| 02   | Newark, Vereinigte Staaten              | 209.878    | JetBlue, United    |
| 03   | Miami, Vereinigte Staaten               | 103.940    | American           |
| 04   | Boston, Vereinigte Staaten              | 068.824    | JetBlue            |
| 05   | San Juan, Puerto Rico                   | 052.031    | JetBlue            |
| 06   | Panama-Stadt, Panama                    | 034.045    | Copa               |
| 07   | Fort Lauderdale, Vereinigte Staaten     | 035.528    | JetBlue            |
| 08   | Providenciales, Turks- und Caicosinseln | 006.203    | InterCaribbean     |
| 09   | Atlanta, Vereinigte Staaten             | 0.00540    | Delta              |
| 10   | Camagüey, Kuba                          | 0.00016    | k. A.              |